# Ченнелд-Скебленд

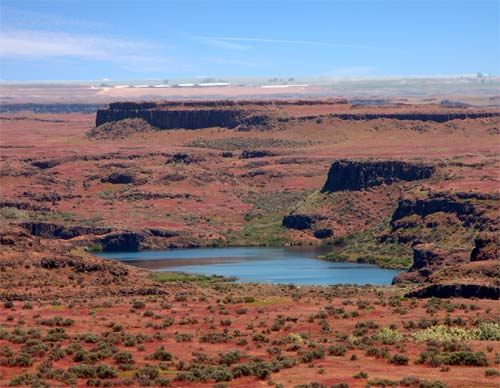
Drumheller Channels

47°33′44″ пн. ш. 119°32′22″ зх. д. / 47.5622° пн. ш. 119.5395° зх. д.
Ченнелд-Скебленд (англ. Channeled Scablands) — один зі скеблендів на Колумбійському базальтовому плато у Північній Америці. Сформовано катастрофічними Міссульськими повенями через прорив льодовикової греблі льодовикового озера Міссула на річці Кларк-Форк. Знаходиться на території сучасного штату Вашингтон (США) в недавньому геологічному минулому (епоха Плейстоцену).
Першим вжив термін геолог Джон Харлен Бретц в серії робіт у 1920-х. Дебати з приводу походження Скебленду вирували протягом чотирьох десятиліть і є одними з найбільших дебатів в історії геології. Скебленд також важливий для планетарних вчених, як, мабуть, найкращий земний аналог для марсіанських каналів.
Долини річок через ерозію утворюють зазвичай 'V'-подібний перетин, льодовики залишають 'U'-подібний перетин. Ченнелд Скебленд має прямокутний перетин і розташований на величезному терені у східній частині штату Вашингтон. Має унікальну дренажну мережу, яка, починається на північному сході та закінчується на південному заході. Еродовані канали мають зовнішній вигляд анастомозу. Є також величезні вибоїни та руслові пасма, набагато більші, ніж ті, що на звичайних річках.

## Геологія
Виразні геоморфологічні особливості: кулі, сухі водоспади, обтічні пагорби та острови залишкового лесу, гравійні віяла та бари, а також велетенські брижі течії. 
Термін скебленд стосується території, яка зазнала річкової ерозії, що призвело до втрати лесу та інших ґрунтів, залишивши землю безплідною. 
Річкові долини, утворені ерозійним зниженням річок, створюють V-подібні долини, тоді як льодовики вирізають U-подібні долини. Ченнелд-Скебленди мають прямокутний поперечний перетин з плоскими плато та крутими схилами каньйону та поширені на величезних площах східного Вашингтона. Морфологія Ченнелд-Скебленду — коритоподібна. 
Площа, яку охоплює Скебленд, оцінюється 3900—5200 км², хоча ці оцінки все ще можуть бути занадто заниженими. 
Скебленд має унікальний малюнок дренажу, який, ймовірно, має вхід на північному сході та вихід на південному заході. Кордильєрський льодовиковий щит загородив Льодовикове озеро Міссула Перселльським язиком. 
Серія повеней, що відбулися 18 000—13 000 років тому, прокотилася по ландшафту, коли крижана дамба прорвалась. Ерозовані канали також мають анастомозуючий або плетений вигляд.
Наявність середньо- та ранньоплейстоценових відкладень Міссульських повеней були задокументовані в Ченнелд-Скебленді, як і в інших частинах Колумбійського басейну, наприклад канали Отелло, ущелина річки Колумбія, басейн Квінсі, басейн Паско та долина Волла-Волла. На підставі присутності численних міжльодовикових кальцкретів, переміщених льодовиково-флювіальними відкладеннями повеней, магнітостратиграфії, оптично стимульованого люмінесцентного датування та невідповідності зрізаних уламкових порід, було підраховано, що найстаріша з цих мегаповеней протікала через Ченнелд-Скебленд приблизно 1,5 мільйона років тому. Через фрагментарний характер старіших льодовиково-флювіальних відкладень, які були значною мірою видалені наступними Міссульськими повенями, точну кількість старіших Міссульських повеней, які відомі як стародавні катастрофічні повені, які відбулися під час плейстоцену, неможливо оцінити з будь-якою впевненістю. 
Під час останнього зледеніння ймовірно відбулося близько 100 окремих катастрофічних повеней. 
Було принаймні 17 повних міжльодовиково-льодовикових циклів приблизно 1,77 мільйона років тому, і, можливо, цілих 44 міжльодовиково-льодовикових цикли з початку плейстоцену приблизно 2,58 мільйона років тому. Якщо припустити, що з кожним зледенінням було пов’язано дюжину (або більше) повеней, загальна кількість катастрофічних Міссульських повеней, які протікали через Ченнелд-Скебленд за всю епоху плейстоцену, могла б нараховуватися сотнями, можливо, перевищуючи тисячу стародавніх катастрофічних повеней. 
Є також величезні вибоїни та сліди брижі, набагато більші, ніж ті, що зустрічаються на звичайних річках. Коли ці особливості були вперше вивчені, жодна відома теорія не могла пояснити їх походження. Велетенські брижі течії мають висоту 1—15 м і є рівномірно розташованими відносно однорідними пагорбами. 
Величезні об’єми текучої води знадобляться, щоб утворити брижі такої величини, оскільки вони є масштабнішими версіями брижів, що є у річищах струмків, які зазвичай мають лише сантиметри заввишки. Великі вибоїни утворювалися вирами води, які називають колками, які розчищали та висмикували скельну основу. 
Скабленд всіяно великими валунами, які називаються ератичними валунами, які транспортувалися льодовиками та були відкладені під час танення льодовика. Літологія ерратиків зазвичай не відповідає типу гірських порід, які їх оточують, оскільки вони часто переносяться дуже далеко від місця свого походження. 

## Ресурси Інтернету
- United States Geological Survey The Channeled Scablands of Eastern Washington [Архівовано 17 жовтня 2009 у Wayback Machine.]
- Steven Dutch, University of Wisconsin - Green Bay, Channeled Scablands: Overview
- Historical Discussion
- PBS's NOVA: Mystery of the Megaflood [Архівовано 15 серпня 2012 у Wayback Machine.]
- Scablands in Google Maps
- Online book [Архівовано 11 червня 2015 у Wayback Machine.] from the National Park Service about the geologic origins of the scablands.
- Sun Lakes-Dry Falls State Park in the Channeled Scablands
- Columbia Plateau Trail StatePark in the Channeled Scablands
- The Seattle Times' Pacific NW magazine [Архівовано 22 вересня 2011 у Wayback Machine.] - "Trailing an Apocalypse" - 30-Sep-2007
- The channeled scabland [Архівовано 20 червня 2020 у Wayback Machine.]: a guide to the geomorphology of the Columbia Basin, Washington : prepared for the Comparative Planetary Geology Field Conference held in the Columbia Basin, June 5-8, 1978 / sponsored by Planetary Geology Program, Office of Space Science, National Aeronautics and Space Administration ; edited by Victor R. Baker and Dag Nummedal.
- Keenan Lee. Altai Flood
- ru: А. Н. Рудой. 1. Study diluvium: general provisions. Общие положения учения о дилювии. 2. Scablands. Скэбленд: экзотические ландшафты. [Архівовано 15 березня 2013 у Wayback Machine.]
- Rudoy A.N. Glacier-dammed lakes and geological work of glacial superfloods in the Late Pleistocene, Southern Siberia, Altai Mountains, Quaternary International, 2002, Vol. 87/1, pp. 119-140. [Архівовано 22 лютого 2017 у Wayback Machine.]